# Златка дубовая удлинённая
Златка дубовая удлиненная (лат. Agrilus sulcicollis) — вид жуков-златок. Длина тела взрослых насекомых (имаго) 6—9 мм. Тело со спинной стороны зелёное, синие или бронзовое. Развиваются на дубе.

## Распространение
Обитают в Европе, Северной Азии (не включая Китай) и Северной Америке.

## Синонимы
В синонимику вида входят следующие биномены:
- Buprestis cyaneus Rossi, 1790
- Buprestis elongatus Herbst, 1780
- Agrilus elongatus Saunders, 1871
- Agrilus maksimirus Stiller, 1918
- Agrilus sahlbergi Mannerheim, 1837
- Agrilus tenuis Ratzeburg, 1839
- Agrilus viridis Gory & Laporte, 1837